# Кароте (Виченца)
Кароте је насеље у Италији у округу Виченца, региону Венето.
Према процени из 2011. у насељу је живело 161 становника. Насеље се налази на надморској висини од 536 м.